# Lasiobolus oligotrichus
Lasiobolus oligotrichus är en svampart som beskrevs av A.L. Sm. 1916. Lasiobolus oligotrichus ingår i släktet Lasiobolus och familjen Ascodesmidaceae.   Inga underarter finns listade i Catalogue of Life.